# Opisthoncus mordax
Opisthoncus mordax là một loài nhện trong họ Salticidae.
Loài này thuộc chi Opisthoncus. Opisthoncus mordax được Ludwig Carl Christian Koch miêu tả năm 1880.